# Rotor

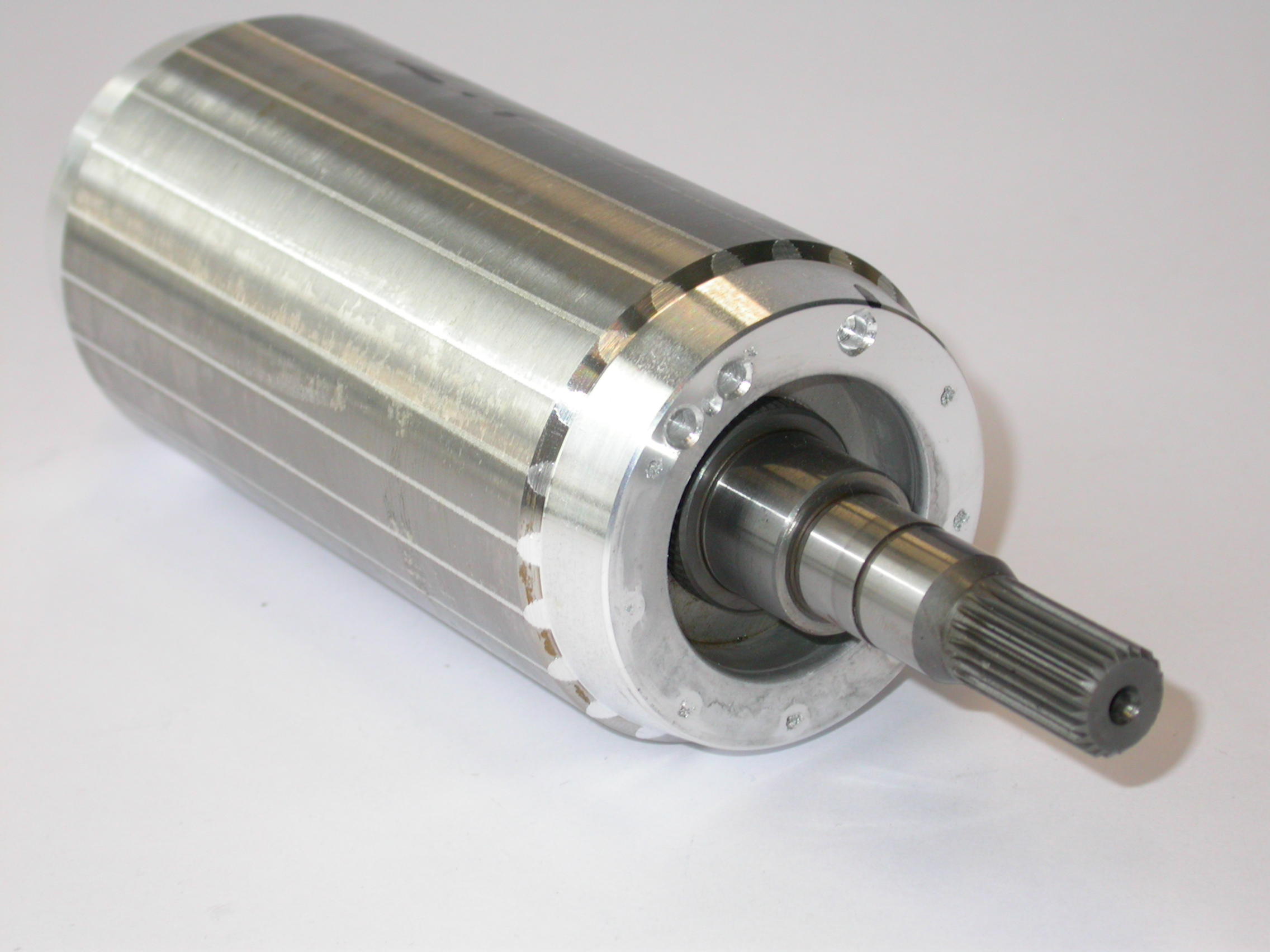
Rotor (Kurzschlussläufer) eines Asynchronmotors

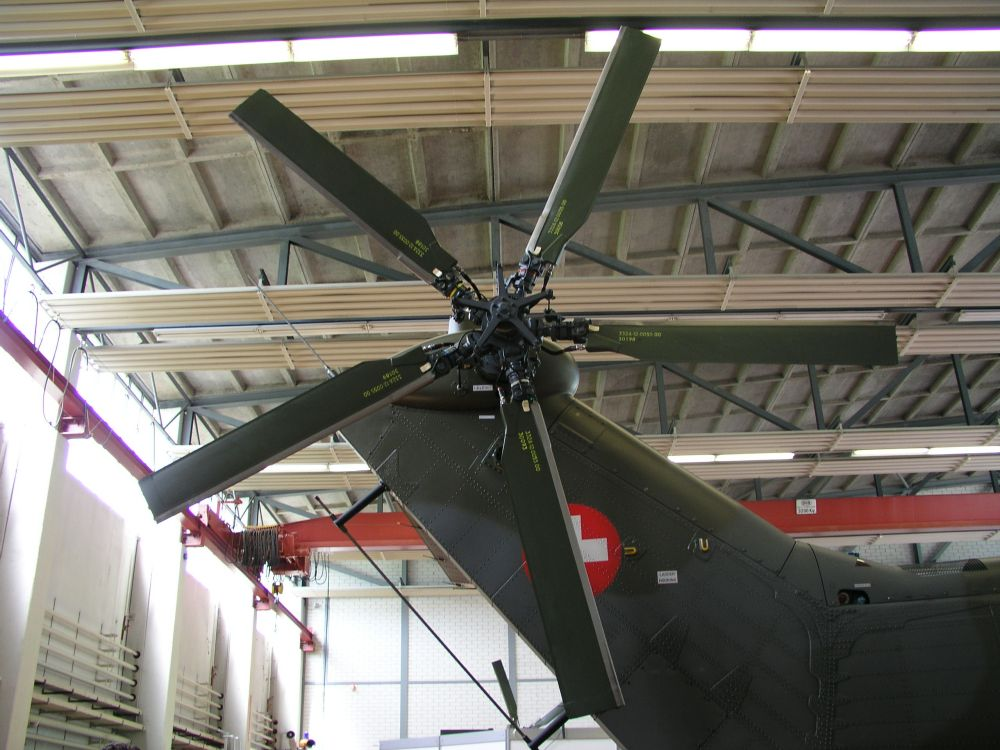
Heckrotor eines Super Pumas

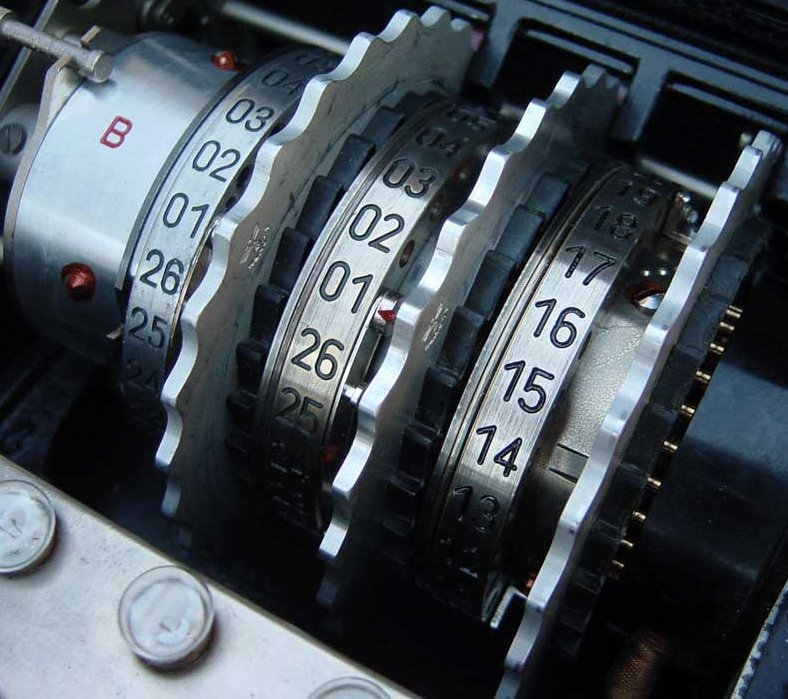
Drei Rotoren im Walzensatz der Enigma-Schlüsselmaschine

Ein Rotor (lateinisch rotare = ‚drehen‘) ist der sich drehende (rotierende) Teil einer Maschine oder eines Aggregates. Insbesondere wird von einem Rotor gesprochen, wenn es auch einen Stator gibt. Die Untersuchung und Lösung der bei schneller Rotation auftretenden Probleme ist Aufgabe der Rotordynamik als technische Wissenschaft.

## Elektrotechnik
Bei rotierenden elektrischen Maschinen wird der gesamte rotierende Teil der Maschine als Rotor oder alternativ als Läufer wie dem Kurzschlussläufer bezeichnet. Abhängig von der Bauform der Maschine sind auch die Bezeichnungen Anker oder Trommelanker, Induktor oder Polrad üblich.

## Aerodynamik
Bei aerodynamisch wirkenden Rotoren, etwa den Propellern von Flugzeugen (siehe auch Luftschraube), meint man mit Rotor die Gesamtheit aus Nabe, Rotorblättern und Welle. An Stelle der einfachen Nabe haben Hubschrauber und Windkraftanlagen mit Blattwinkelverstellung einen Rotorkopf.

## Kryptologie
In der Kryptologie, speziell bei den in der ersten Hälfte des 20. Jahrhunderts aufkommenden Rotor-Chiffriermaschinen, wurden Rotoren als zentrales kryptographisches Bauelement zur Verschlüsselung von Texten eingesetzt. Alternative Bezeichnungen waren „Walzen“ (siehe auch: Enigma-Walzen) oder „Rollen“, letzteres nur selten verwendet. Außerdem gab es hier noch sogenannte „Halbrotoren“.